# Курки (Молдова)
Курки (рум. Curchi) — село в Оргеевском районе Молдавии. Наряду с сёлами Ватич и Табора входит в состав коммуны Ватич.

## География
Село расположено на высоте 102 метра над уровнем моря.

## Население
По данным переписи населения 2004 года, в селе Курки проживает 356 человек (179 мужчин, 177 женщин).
Этнический состав села:
| Национальность | Число жителей | Процентный состав |
| -------------- | ------------- | ----------------- |
| молдаване      | 324           | 91,01             |
| русские        | 21            | 5,9               |
| украинцы       | 5             | 1,4               |
| румыны         | 1             | 0,28              |
| евреи          | 1             | 0,28              |
| болгары        | 1             | 0,28              |
| прочие         | 3             | 0,84              |
| Всего          | 356           | 100 %             |